# NF-Board
La NF-Board és una federació d'associacions de futbol establerta el 12 de desembre de 2003, amb base a Romans sur Isère, França. Es compon dels equips que representen les nacions sense estat, les dependències, els estats no reconeguts, les minories, regions i micronacions no afiliades a la FIFA. Un dels fundadors va ser Luc Misson, un advocat que va representar el futbolista belga Jean-Marc Bosman en un cas que va donar lloc a la llei Bosman.
Des de 2013, el futbol independent de la FIFA és administrat per ConIFA. No obstant, el maig de 2017, la NF-Board va anunciar un «retorn a l'activitat», i va anunciar que tenia la intenció de «fer-se càrrec de la direcció de l'escena independent de la FIFA». Van anunciar que intentaran organitzar una nova edició de la Viva World Cup masculina en 2018, 2019, 2020 i 2021 (amb 24 equips participants) i una altra edició de la Viva Word Cup femenina (amb 16 equips participants) en 2019, 2020 i 2021.

## Tornejos NF-Board
- Viva World Cup

## Membres
A Juny 2017

En cursiva, membres que ja no són membres associats de la NF-Board.

En negreta, equips que han participat en alguna edició de la Viva World Cup.
| Equips           |
| ---------------- |
| Baixa Saxònia    |
| Cilento          |
| Cosacs           |
| Dues Sicílies    |
| Francònia        |
| Gagaúsia         |
| Gozo             |
| Groenlàndia      |
| Île d'Or         |
| Labaj            |
| Lapònia          |
| Mònaco           |
| Occitània        |
| Padània          |
| Provença         |
| Rècia            |
| Rijeka           |
| Romanis          |
| Sardenya         |
| Saugeais         |
| Sealand          |
| Seborga          |
| Székely          |
| Terres d'Escània |
| Txetxènia        |
| Xipre del Nord   |
| Valònia          |

| Equips            |
| ----------------- |
| Arameus           |
| Himàlaia          |
| Kurdistan Iraquià |
| Moluques del Sud  |
| Tamil Eelam       |
| Tibet             |

| Equips            |
| ----------------- |
| Camerun del Sud   |
| Casamance         |
| Darfur            |
| Fulbe             |
| Massais           |
| Sàhara Occidental |
| Somalilàndia      |
| Txagos            |
| Zanzíbar          |

| Equips             |
| ------------------ |
| Cascàdia           |
| Índies Occidentals |

| Equips           |
| ---------------- |
| Kiribati         |
| Illa de Pasqua   |
| Papua Occidental |
| Pohnpei          |
| Yap              |

| Equips    |
| --------- |
| Apàtrides |
| Esperanto |